# Waldkirch (powiat Emmendingen)

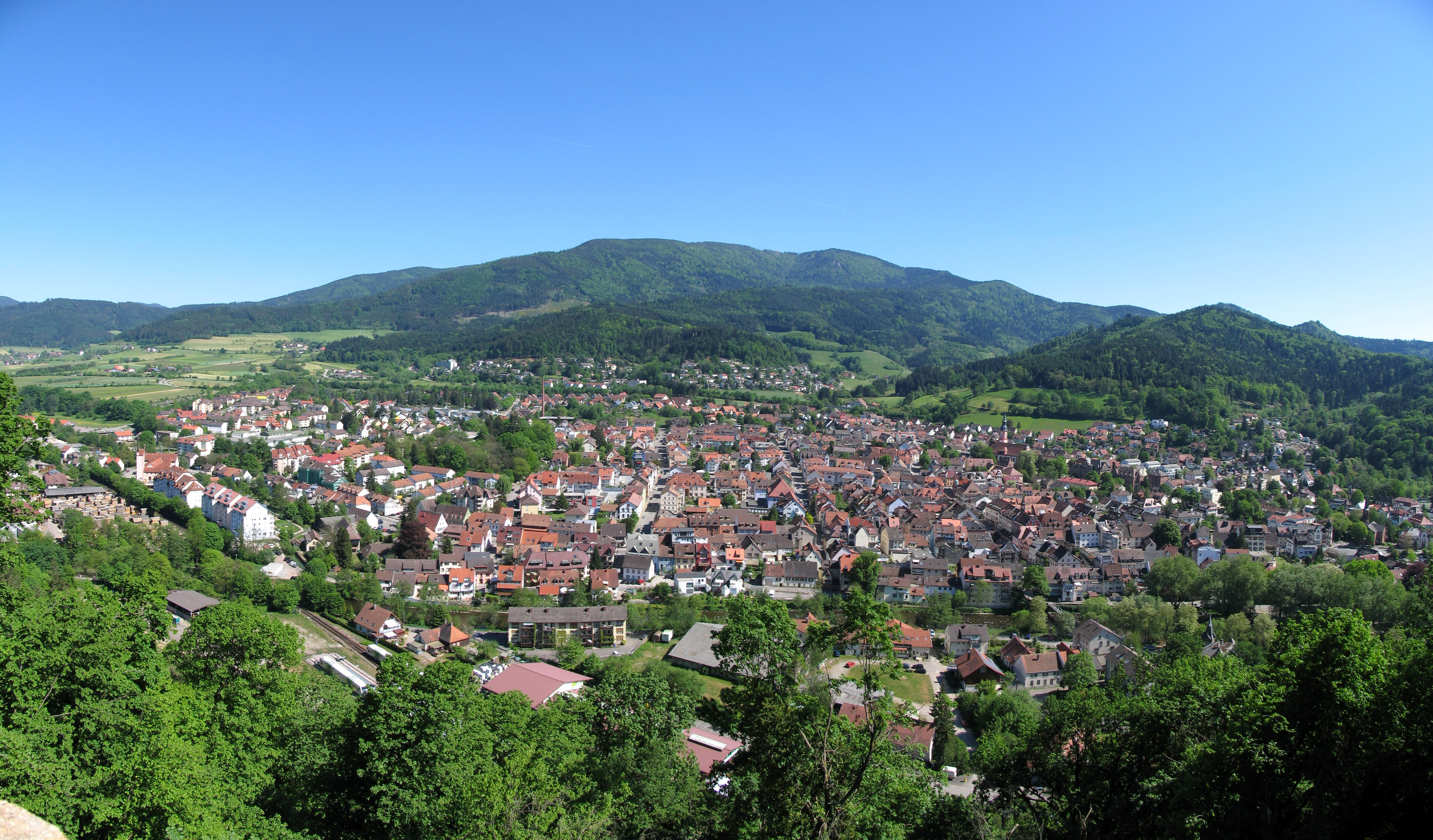
Panorama miasta

Waldkirch – miasto w Niemczech, w kraju związkowym Badenia-Wirtembergia, w rejencji Fryburg, w regionie Südlicher Oberrhein, w powiecie Emmendingen, siedziba wspólnoty administracyjnej Waldkirch. Leży w Schwarzwaldzie, nad rzeką Elz, ok. 10 km na południowy wschód od Emmendingen, przy drodze krajowej B294. Liczy 20 857 mieszkańców (2010). 

## Współpraca
Miejscowości partnerskie:
- Charleroi, Belgia
- Chavanay, Francja
- Liestal, Szwajcaria
- Sélestat, Francja
- Worthing, Wielka Brytania